# Laurent Gerra

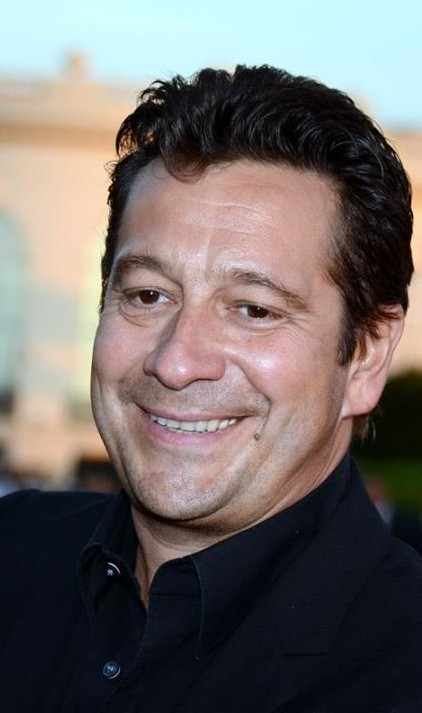
Laurent Gerra

Laurent Gerra (* 29. Dezember 1967 in Mézériat) ist ein französischer Imitator, Komiker und Autor.
Laurent Gerra betrieb bereits als Kind die Stimmen-Imitation. Als Student im Lyon der 1980er Jahre hatte er bereits erste Auftritte in Kabaretts. 1991 kam er nach Paris, spielte dort größere Shows und konnte bald nach Radioeinsätzen bei Europe 1 große Säle mit Soloprogrammen füllen. Zu seinem Programm gehören auch zahlreiche Musik-Parodien, etwa von Johnny Hallyday oder Charles Aznavour. Ab 2004 war er Szenarist bei vier Lucky-Luke-Comicalben. Seit 2008 spricht er jeden Morgen bei Radio RTL eine etwa achtminütige improvisierte Sendung zum Tagesgeschehen als Imitator diverser Politiker wie François Hollande, Nicolas Sarkozy und vielen mehr.

## Szenarist
- Lucky Luke, Bd. 77: Schikane in Quebec (La Belle Province, BD. 71), Zeichnungen: Achdé, Text: Laurent Gerra. Aus dem Franz. von Klaus Jöken. Berlin 2004, ISBN 978-3-7704-0288-5.
- Lucky Luke, Bd. 80: Die Daltons in der Schlinge (La Corde au cou, BD. 72), Zeichnungen: Achdé, Text: Laurent Gerra, Kolorierung: Anne-Marie Ducasse. Aus dem Franz. von Klaus Jöken. Berlin 2007, ISBN 978-3-7704-3118-2.
- Lucky Luke, Bd. 84: Der Mann aus Washington (L’Homme de Washington, BD. 73), Zeichnungen: Achdé, Text: Laurent Gerra & Achdé, Aus dem Franz. von Klaus Jöken. Berlin 2009, ISBN 978-3-7704-3283-7.
- Lucky Luke, Bd. 93: Meine Onkel, die Daltons (Les Tontons Dalton, BD. 76) Zeichnungen: Achdé, Text: Laurent Gerra & Jacques Pessis, Kolorierung: Mel. Aus dem Franz. von Klaus Jöken. Berlin 2015, ISBN 978-3-7704-3860-0.